# La Tuna en Soria
Todos los años una primavera sonora descoloca al otoño en las calles de la ciudad de Soria (España) de la mano de las tunas.

## Historia
El origen de la tuna empieza con la formación de los primeros centros universitarios, nacidos al amparo de las escuelas catedralicias. En 1112, se fundó  durante el reinado de Alfonso VIII en Palencia el primer “Studium generale”, precedente de lo que más tarde serían las universidades. En el siglo XII Alfonso X el Sabio hacía referencia a los sopistas en "Las Partidas". Los sopistas eran estudiantes que tocaban y cantaban para ganarse la "sopa boba", por lo que siempre iban provistos de cuchara y tenedor, lo que les permitía comer en cualquier lugar donde se les presentara la ocasión.
No puede hablarse de tunos hasta 1538, año en que los sopistas se acogieron a las viviendas benéficas que les ofrecía la Instrucción para bachilleres de pupilos. A partir de ese momento, comenzaron a cantar sin que en ello les fuera la supervivencia. Las tunas mantienen vivas las costumbres heredadas de los estudiantes universitarios del siglo XIII. Alfonso X el Sabio se refirió a los tunos como juglares en su Código de las Siete Partidas diciendo: "Esos escolares que troban y tañen instrumentos para haber mantenencia". Coetánea suya, también lo hizo la obra Razón de amor con los denuestos del agua y el vino, describiendo las cintas que aún penden sobre la capa del tuno: una por cada conquista amorosa.
La ausencia de una continuidad en la  universidad en Soria  hace que el origen y evolución de la tuna soriana sea totalmente diferente, a pesar de que en los años 60 y 70 estaba la tuna de magisterio (beca de color rojo y blanca) y la tuna de medicina (beca de color amarillo oro) y desde los años 1985 hasta el año 1993 la tuna de medicina y letras del CUS (beca de color amarillo oro y azul celeste) que fue reconvertida a tuna universitaria de soria (beca de color fusia o fajin) al cambiar el campus soriano a la universidad de Valladolid, que rondaban las calles y residencias de estudiantes, a pesar del duro clima y las numerosas nevadas que debían soportar, también de los numerosos viajes tanto nacionales como internacionales realizados por sus componentes.
Actualmente no existe la tuna universitaria. Si bien el carácter de agrupación musical se sigue conservando, en la actualidad es una fiesta realizada año tras año por los alumnos de 4.º de la ESO de los colegios de la ciudad. La climatología soriana por estas fechas, en las que suele nevar, proporciona una imagen muy bella debido al contraste entre el negro de la capa y el blanco del paisaje. La estampa de un tuno aterido por el frío, abrigado únicamente por uñn fino jersey y por la permeable superficie de la capa, es una de las constantes en la Tuna Soriana.

## Componentes
Las tunas se agrupan, según su pertenencia, a los ocho institutos o centros de educación secundaria de la ciudad de Soria. El primer instituto como tal, aunque mucho antes era ya colegio de jesuitas, fue el actual I.E.S. Antonio Machado donde inició su magisterio como catedrático de Lengua Francesa en el curso 1907-1908 el profesor D. Antonio Machado Ruiz. Este instituto fue inaugurado el 22 de noviembre de 1840, cuando se convirtió en Instituto Provincial de Segunda Enseñanza de Soria.
El siguiente centro fue el Colegio Sagrado Corazón de Soria que se remonta a una pequeña escuela de niñas en 1859, pero es en 1960 cuando comienza a impartir clases de ESO El colegio de los Padres Franciscanos en Soria habría que situar su origen en la primavera de 1919. Posteriormente son las M.M. Escolapias y P.P. Escolapios los que alrededor de los años 50 empiezan a impartir clase en sus respectivos colegios. Estos cuatro últimos son colegios concertados.
El antiguo INB Castilla se inauguró en el año 1969 y en 1996 se comenzó a impartir la Enseñanza Secundaria Obligatoria (ESO). El Instituto Politécnico empezó su andadura en el curso 1981/82, como centro de enseñanzas de Formación Profesional. Con la entrada en vigor de la LOGSE, el centro se denominó Instituto de Enseñanza Secundaria Politécnico. Y por último abrió sus puertas el más moderno, que es el I.E.S. Virgen del Espino.
La pertenencia a la tuna no es obligatoria y sus miembros son estudiantes, masculinos y femeninos, siendo las mujeres las que mayor afición muestran por esta tradición centenaria. Para entrar en la tuna lo único que se requiere es estar en 4.º de la ESO, estos son los únicos estudiantes que se podrán vestir, aunque siempre hay excepciones.

## Indumentaria
La indumentaria de la tuna soriana está compuesta de capa, jersey, pantalón y zapatos negros y la beca que es lo que identifica a cada tuna y varía de acuerdo al instituto al que se pertecezca. Todos los institutos y centros la portan roja, salvo el IES Politécnico que la lleva azul.
- Aunque en su origen no era así, en Soria solo se lleva como prenda superior un jersey negro rematado con puntillas blancas en las muñecas y en el cuello. Al igual que el jersey, los pantalones han de ser negros y lo mismo pasa con los zapatos. La forma de estas prendas no responde a un canon predeterminado, sino que cualquier prenda se puede utilizar, siempre que se vista de riguroso negro.

- La beca es la banda de color que se coloca sobre los hombros, en forma de V, por encima de la capa y donde se enganchan las escarapelas. Antiguamente indicaba que su portador estaba becado por su universidad, y como becario disponía de una ayuda que le hacía menos costosa su estancia en la misma. Los colores de la beca indican el instituto al que pertenece la tuna.

- La prenda más importante es la capa, que es una prenda de vestir larga hasta los pies (aunque antiguamente llegaba únicamente hasta la rodilla y solía tener una sobrecapa por los hombros) de raso abierta por delante. La capa representa dos de las condiciones fundamentales de los tunos: la de viajeros infatigables y la de galán. La confección de una capa de raso de la tuna cuesta en torno a los 70 euros. Cosidas por las madres o cedidas, los jóvenes, de 16 y 15 años, portan aproximadamente 30 cintas entre las tres escarapelas. Las escarapelas sujetan las cintas multicolores. Las tres primeras (una en cada escarapela) presentan letras bordadas con el nombre del tuno, el instituto y la frase “Viva la tuna” y han de ser una negra, otra blanca y la última del color de la beca (azul o roja). El resto de las cintas están ejecutadas a pintura. Los amigos y conocidos son, según marcan los cánones, los encargados de hacer el trabajo para luego entregárselo al tuno o tuna.

- Aunque no esté clasificado como indumentaria, otro elemento importante es la mascota, que suele ser un peluche de grandes dimensiones (osos, vacas...).

## Días de rondar
Cada instituto sale a rondar uno, dos o tres fines de semana dependiendo del instituto, en tres fines de semana predeterminados. Estos son: El último fin de semana de octubre o el primero de noviembre, el Día del Maestro (fecha en que se recuerda a su Patrón, San José de Calasanz; aunque su fecha en el Santoral católico es el 25 de agosto, se pasaría al 27 de noviembre a mediados de la pasada centuria por caer en las vacaciones veraniegas) y Santo Tomás de Aquino (alrededor del fin de semana del 28 de enero).
En estos días las tunas recorren las céntricas y no tan céntricas calles de Soria, desgastando las baldosas de El Collao. La jornada tunística comienza sobre las 9 horas y resulta agotadora. Los miembros entran en los diferentes establecimientos para rondar a los empleados y sacar una propina para sufragar los gastos derivados del alquiler de un discobar para celebrar las fiestas (privadas o no) por la noche y costearse alguna cena. Aunque las dádivas no sean numerosas, lo importante en la tuna es pasárselo bien.
Por lo que respecta a la música, encontramos dos tipos de instrumentos básicos. Por un lado está la guitarra, que se utiliza como acompañamiento de la melodía. La melodía la crean las voces y los cantos. No nos podemos olvidar de otro instrumento característico de la música estudiantil: la pandereta, y también podemos encontrar al pandero.

## Cancionero
Los propios tunos son los encargados de ensayar previamente las canciones, entonaciones y timbres de temas como “Por ser el chico más guapo del barrio”, “Clavelitos”, “La Compostelana (arreglo soriano)”, “Las cintas de mi capa” o “Pasando muy despacito”.